# Wilhelm Haegert
Wilhelm Haegert (* 14. März 1907 in Rixdorf bei Berlin; † 24. April 1994 in Berlin) war ein deutscher Jurist und SA-Sturmbannführer.

## Leben
Haegert war Sohn eines Postbeamten. Er besuchte das Staatliche Gymnasium in Neukölln und studierte dann Rechtswissenschaften und Staatswissenschaften in Berlin und Greifswald. Während seines Studiums wurde er 1925 Mitglied der Burschenschaft Germania Berlin. Er trat zum 1. August 1929 der NSDAP bei (Mitgliedsnummer 143.648), wurde stellvertretender Ortsgruppenleiter der NSDAP in Angermünde, 1931 Leiter der NSDAP-Rechtsschutzabteilung im Gau Groß-Berlin und stieg bald darauf zum Stabsleiter der Reichspropagandaabteilung auf. Er war SA-Sturmbannführer und erhielt 1938 das Goldene Parteiabzeichen der NSDAP. Das Referendariat brach er 1932 ab. Im Jahr 1933 übernahm er als Ministerialrat die Leitung der Abteilung II für Propaganda im neuen Reichsministerium für Volksaufklärung und Propaganda.
1938 fiel er bei Goebbels in Ungnade und übernahm die Leitung der „Abteilung für Volkskulturelle Fragen“ und Ende November 1939 die Leitung der „Abteilung Schrifttum“ im Propagandaministerium, die er bis Kriegsende weiterführte. Im Jahr 1941 wurde er Vizepräsident der Reichsschrifttumskammer; in dieser Funktion nahm er am Weimarer Dichtertreffen 1941 teil.
Nach dem Krieg nahm er seine Juristenausbildung wieder auf. Er absolvierte das Referendariat in Göttingen und machte sein Zweites Staatsexamen 1950 in Berlin. Dort wurde er entnazifiziert. Die Spruchkammer stufte ihn als „Mitläufer“ ein. Danach arbeitete er als Rechtsanwalt und Notar in Berlin-Friedenau.